# Cyclamen rhodium
Cyclamen rhodium är en viveväxtart. Cyclamen rhodium ingår i släktet cyklamensläktet, och familjen viveväxter. Arten är numera beskriven som en underart, Cyclamen peloponnesiacum subsp. rhodense. 

## Underarter
Arten delas in i följande underarter:
- C. r. peloponnesiacum
- C. r. rhodium
- C. r. vividum

## Bildgalleri

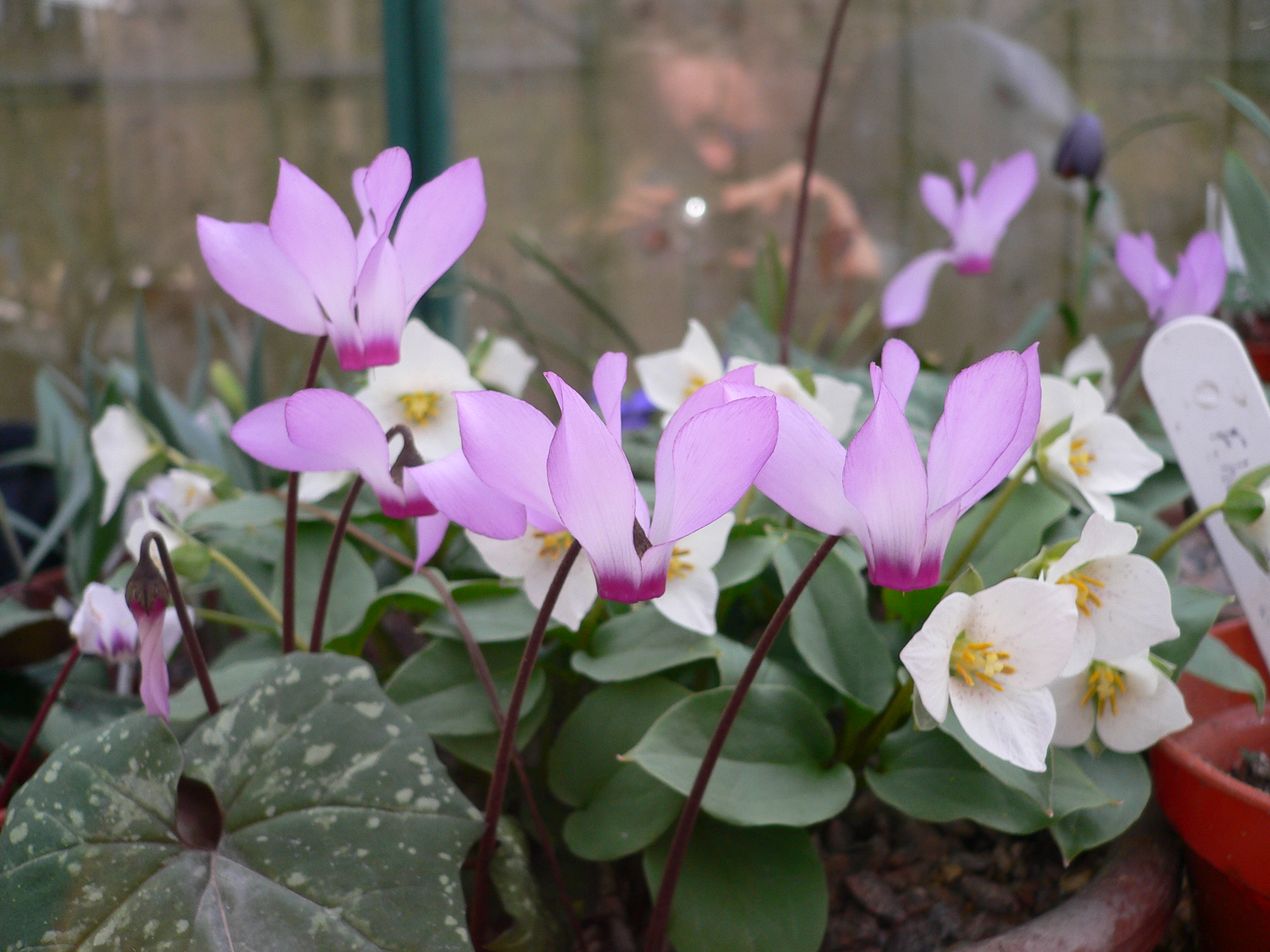
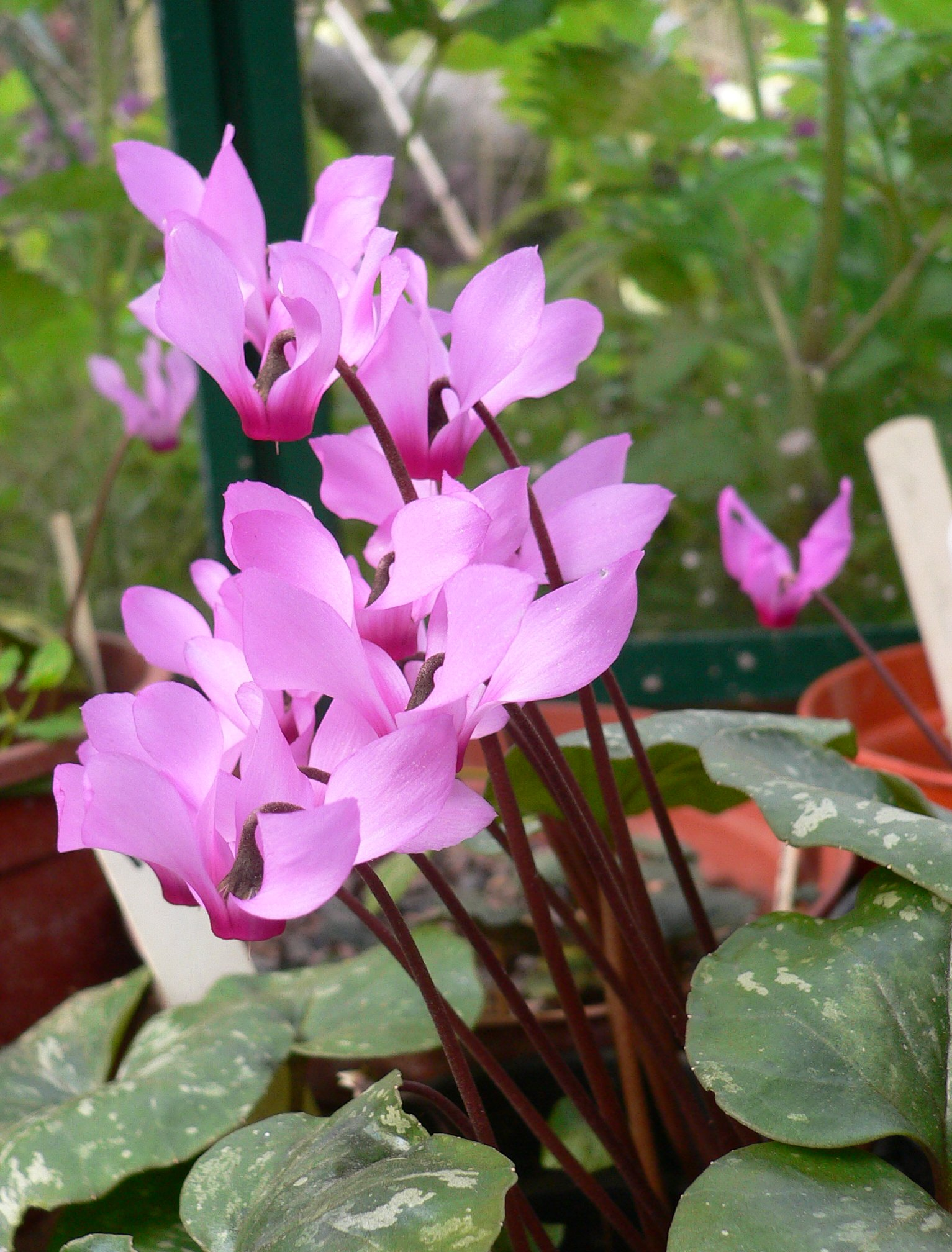
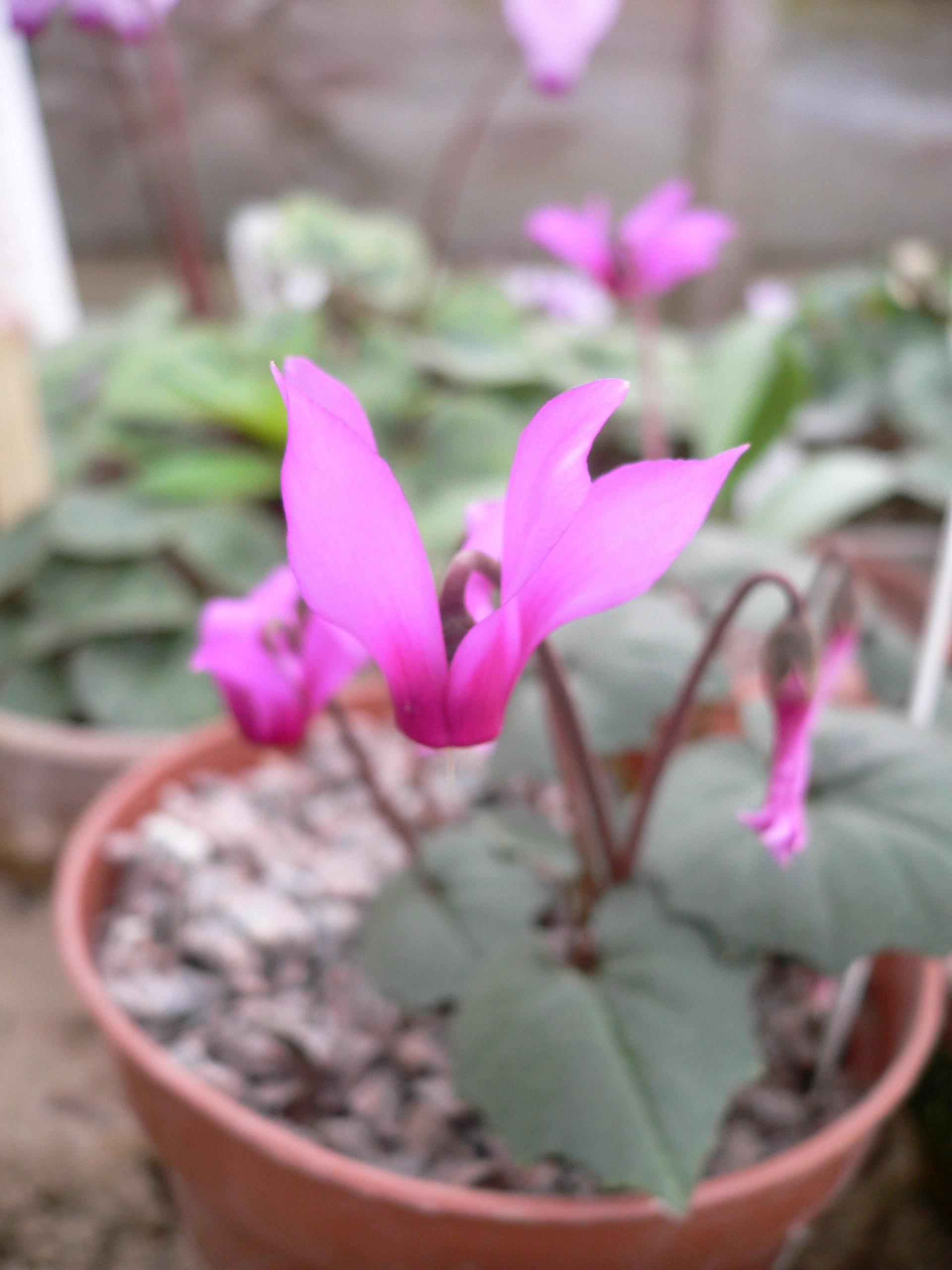